# Betty Vansteenbroek
Betty Vansteenbroek (8 februari 1963) is een voormalige Belgische atlete, die was gespecialiseerd in de middellange afstand en het veldlopen. Zij nam eenmaal deel aan de wereldkampioenschappen en veroverde op vier verschillende onderdelen acht Belgische titels.

## Biografie
Vansteenbroek was de beste Belgische jeugdatlete ooit op de middellange afstand. Verschillende van haar jeugdrecords houden na meer dan dertig jaar (peildatum december 2010) nog steeds stand. Hoogtepunt was haar titel op de 1500 m op de Europese kampioenschappen voor junioren in 1981 in Utrecht.
In 1979 veroverde zij als zestienjarige haar eerste seniorentitel Alle Categorieën op de 800 m. Tot 1985 zou ze jaarlijks een titel veroveren op de 800 m, 1500 m of 3000 m. Ze nam in 1983 deel aan de eerste wereldkampioenschappen op de baan. Op de 1500 m werd ze vijfde in de reeksen.
Betty Vansteenbroek was ook actief als veldloopster. Ze veroverde in 1985 de Belgische titel en nam driemaal deel aan het wereldkampioenschap veldlopen. Ze won ook twee maal de Crosscup.
Eind jaren tachtig stopte ze met atletiek. In 1993 en in 1998 maakte ze nog een comeback. In 1994 haalde Vansteenbroek een zesde en zevende plaats op het BK AC en nam ze deel aan het Europese kampioenschap veldlopen. In 1998 nam ze deel aan de marathon van Rotterdam, waar ze negende werd in een fraaie 2:43.08.

### Clubs
Betty Vansteenbroek was aangesloten bij de Looise Atletiekvereniging. Haar comeback in 1993 maakte ze bij AV Toekomst, die van 1998 bij ABAV Brugge.

### Televisie
Betty Vansteenbroek speelt zichzelf in een aflevering 62 van de jeudreeks Merlina, De kip met de gouden eieren. In 2009 was ze een van de deelnemers in Eeuwige roem, het programma waar gewezen topsporters het tegen elkaar opnemen.

## Kampioenschappen

### Internationale kampioenschappen
| Onderdeel | Titel                      | Jaar |
| --------- | -------------------------- | ---- |
| 1500 m    | Europees juniorenkampioene | 1981 |

### Belgische kampioenschappen
| Onderdeel | Jaar                   |
| --------- | ---------------------- |
| 800 m     | 1979, 1980             |
| 1500 m    | 1981, 1982, 1983, 1984 |
| 3000 m    | 1985                   |
| veldlopen | 1985                   |

## Persoonlijke records
Outdoor
| Onderdeel | Prestatie       | Datum            | Plaats    |
| --------- | --------------- | ---------------- | --------- |
| 800 m     | 2.03,0          | 22 augustus 1980 | Brussel   |
| 1500 m    | 4.08,30 (ex-NR) | 20 augustus 1983 | Keulen    |
| 1 mijl    | 4.32,52         | 1985             |           |
| 3000 m    | 8.52,92 (ex-NR) | 20 juli 1983     | Luxemburg |

Indoor
| Onderdeel | Prestatie | Datum           | Plaats     |
| --------- | --------- | --------------- | ---------- |
| 800 m     | 2.04,30   | 8 februari 1981 | Dusseldorf |

## Palmares

### 800 m
- 1979:  BK AC – 2.05,4
- 1979: 4e EK junioren in Bydgoszcz - 2.03,79
- 1980:  BK AC – 2.06,4

### 1500 m
- 1981:  BK AC – 4.32,00
- 1981:  EK junioren in Utrecht  – 4.15,75
- 1982:  BK AC – 4.20,88
- 1983:  BK AC – 4.14,37
- 1983: 5e reeks WK in Helsinki – 4.12,93
- 1984:  BK AC – 4.19,00

### 3000 m
- 1983: DNF WK in Helsinki
- 1985:  BK AC – 9.06,78

### marathon
- 1998: 9e marathon van Rotterdam - 2:43.08

### veldlopen
- 1982: 46e WK in Rome
- 1982:  Duindigtcross (3 km) - 10.53,5
- 1983: 80e WK in Gateshead
- 1985:  BK in Sint-Lambrechts-Woluwe
- 1985:  Crosscup
- 1986:  Crosscup
- 1986: 46e WK in Neuchâtel
- 1994: 47e EK in Alnwick

## Onderscheidingen
- 1981: Grote Feminaprijs van de KBAB